# Steven P. Lab
Steven P. Lab är professor i kriminologi, ordförande vid institutionen för Human Services och chef över the Criminal Justice Program vid Bowling Green State University i USA. Lab tog sin doktorsexamen i kriminologi vid Florida State University 1982. Inom forskningen finns hans främsta bidrag inom brottsprevention.
Han har varit redaktör för tidskriften Journal of Crime and Justice. 